# Trogon šedoprsý
Trogon šedoprsý (Harpactes whiteheadi) je rod druh ptáka z čeledi trogonovitých. Jedná se o druh endemický pro ostrov Borneo v jihovýchodní Asii. Druhové jméno dostal na počest Johna Whiteheada, který ho objevil na své cestě k hoře Kinabalu roku 1888. Trogoni šedoprsí žijí obvykle v nadmořské výšce 900 až 1500 metrů nad mořem.